# ヴァンパイアハンター
ヴァンパイアハンター（Vampire Hunter）は、ヴァンパイアキラー（Vampire Killer）とも呼ばれ、主にフィクション作品などに登場する吸血鬼（ヴァンパイアまたはバンパイヤ）を退治することを目的とした人物を指す呼称。他に東ヨーロッパに古くから伝わるスラブ人の民間伝承では、クルースニク（Kresnik）とも呼ばれている。

## 概要
ブラム・ストーカーの『吸血鬼ドラキュラ』に登場した、エイブラハム・ヴァン・ヘルシング教授に代表される、吸血鬼と相対する存在を指す。また、東欧やロシアの伝説に登場する吸血鬼と人間の混血児であるダンピールには吸血鬼を殺す能力があるとされ、生まれながらにヴァンパイアキラーとしての能力を有しているとされる。霊障に対するエクソシストのように、吸血鬼を扱った作品の中ではその知識や能力で吸血鬼に相対する存在として描かれることが多い。それぞれに吸血鬼を追う理由は、職業であったり、家族や友人の仇討ちであったり、自分の出生に関わる秘密であったり、登場作品によって様々に理由付けされる。もともと明確な位置付けではなかったが、吸血鬼を扱った作品が増える中で生まれた類型である。

## ヴァンパイアハンター（キラー）の登場する作品
- 吸血鬼ドラキュラ
- ヴァン・ヘルシング
- バフィー 〜恋する十字架〜
- ブレイド - マーベル・コミック社のアメリカンコミック及びそれを原作とした映画、アニメ。
- 悪魔城ドラキュラシリーズ
- 吸血鬼ハンターD
- BLOOD THE LAST VAMPIRE
- ヴァンパイア騎士
- HELLSING
- ドラキュラハンター
- 吸血鬼すぐ死ぬ
- ドン・ドラキュラ
- 吸血殲鬼ヴェドゴニア
- クナイ伝 - 主人公は吸血鬼と人間の混血だが、ヴァンパイアハンターから吸血鬼扱いされている。
- 傷物語
- ヴぁんぷ!
- ボクらの太陽シリーズ
- 銀狼ブラッドボーン
- となりの吸血鬼さん
- BLANGEL
- ヴァンパイアハンター・リンカーン
- ヴァンパイアシリーズ